# (13668) Tanner
(13668) Tanner est un astéroïde de la ceinture principale.

## Description
(13668) Tanner est un astéroïde de la ceinture principale. Il fut découvert le 28 avril 1997 à Kitt Peak par le projet Spacewatch. Il présente une orbite caractérisée par un demi-grand axe de 2,29 UA, une excentricité de 0,13 et une inclinaison de 3,9° par rapport à l'écliptique.

## Compléments